# تونی آندرئو
تونی آندرئو (انگلیسی: Tony Andreu؛ زادهٔ ۲۲ مهٔ ۱۹۸۸) بازیکن فوتبال اهل فرانسه است.
از باشگاه‌هایی که در آن بازی کرده‌است می‌توان به باشگاه فوتبال همیلتون آکادمیکال، باشگاه فوتبال نوریچ سیتی، و باشگاه فوتبال روترهام یونایتد اشاره کرد.